# Forsteronia umbellata
Forsteronia umbellata là một loài thực vật có hoa trong họ La bố ma. Loài này được (Aubl.) Woodson mô tả khoa học đầu tiên năm 1935.